# 1478
1478 (MCDLXXVIII) fue un año común comenzado en jueves del calendario juliano.

## Acontecimientos
- Los Médici aplastan en Florencia una conspiración de los Pazzi.
- El Gran Príncipe Iván III de Moscú somete a la república de Nóvgorod.
- Bula de Sixto IV introduciendo el Santo Oficio en Castilla.
- Fernando II de Aragón e Isabel I de Castilla reivindican las Islas Canarias.
- Enviado por Paolo di Negro, Cristóbal Colón realiza una expedición a las islas Madeira en busca de azúcar.
- Establecimiento de la Santa Inquisición en castilla.
- 3 de febrero - Pragmática de los Reyes Católicos para impulsar la industria naval en sus reinos.
- 18 de febrero - Jorge, duque de Clarence, procesado por traición contra su hermano mayor Eduardo IV de Inglaterra, es ejecutado en privado en la Torre de Londres.
- 19 de mayo - se produce la batalla de Macomer.
- 24 de junio - Fundación de Las Palmas de Gran Canaria por Juan Rejón.

## Ciencia y tecnología
- Se imprime en Valencia la traducción de la Biblia de fray Bonifacio Ferrer.

## Nacimientos
- 16 de marzo: Francisco Pizarro, navegante y militar español, conquistador del Perú (f. 1541).
- 14 de abril: Válaba, pensador religioso indio (f. 1530); afirmaba ser una encarnación del dios Krisna y creó una nueva religión hinduista, la doctrina Válaba.
- 26 de mayo: Clemente VII, papa italiano (f. 1534).
- 30 de junio: Juan de Aragón y Castilla, heredero de la Corona de Castilla.
- 22 de julio: Felipe el Hermoso, duque de Borgoña (entre 1482 y 1506) y rey de Castilla y León (entre 1504 y 1506).

- Gonzalo Fernández de Oviedo y Valdés, escritor, cronista y colonizador español.
- Girolano Fracastoro, médico italiano.
- Tomás Moro, hombre de estado y humanista inglés (f. 1535).

## Fallecimientos
- 18 de febrero - Jorge de Clarence, noble inglés.
- 26 de abril -  Juliano de Médici, hermano de Lorenzo de Médici. Francisco de Pazzi, principal causante de la conspiración de los Pazzi.
- Teodoro Gaza, humanista bizantino.